# Purranque
Purranque es una ciudad-comuna de la zona sur de Chile con 20.988 habitantes, en la Provincia de Osorno, Región de Los Lagos. Su capital comunal es el centro urbano de Purranque. Está situada a 940 km al sur de Santiago, capital de la República.
Aquella comuna contiene zonas rurales, que algunas suelen ubicarse en la costa, conocida como la Bahía San Pedro de Chile, situada a 56 km de la zona urbana de Purranque.
Manquemapu es una aldea, (siendo esta parte de la comuna de Purranque) la cual también limita con la costa de Chile, con recursos naturales y sus bellos paisajes, reconocida también por su agricultura y su vista al mar.
La comuna limita al norte con Río Negro, al oeste con el mar Chileno, al este con Puerto Octay, y al sur con Fresia y Frutillar.
Integra junto con las comunas de Puyehue, Río Negro, Puerto Octay, Fresia, Frutillar, Llanquihue, Puerto Varas y Los Muermos el Distrito Electoral N.º 56 y pertenece a la 17.ª Circunscripción Senatorial. 

## Etimología
El nombre Purranque tiene su origen en la palabra Purranquil, que en el idioma huilliche significa "Tierra de Carrizales", es decir, donde crece el carrizo.

## Historia

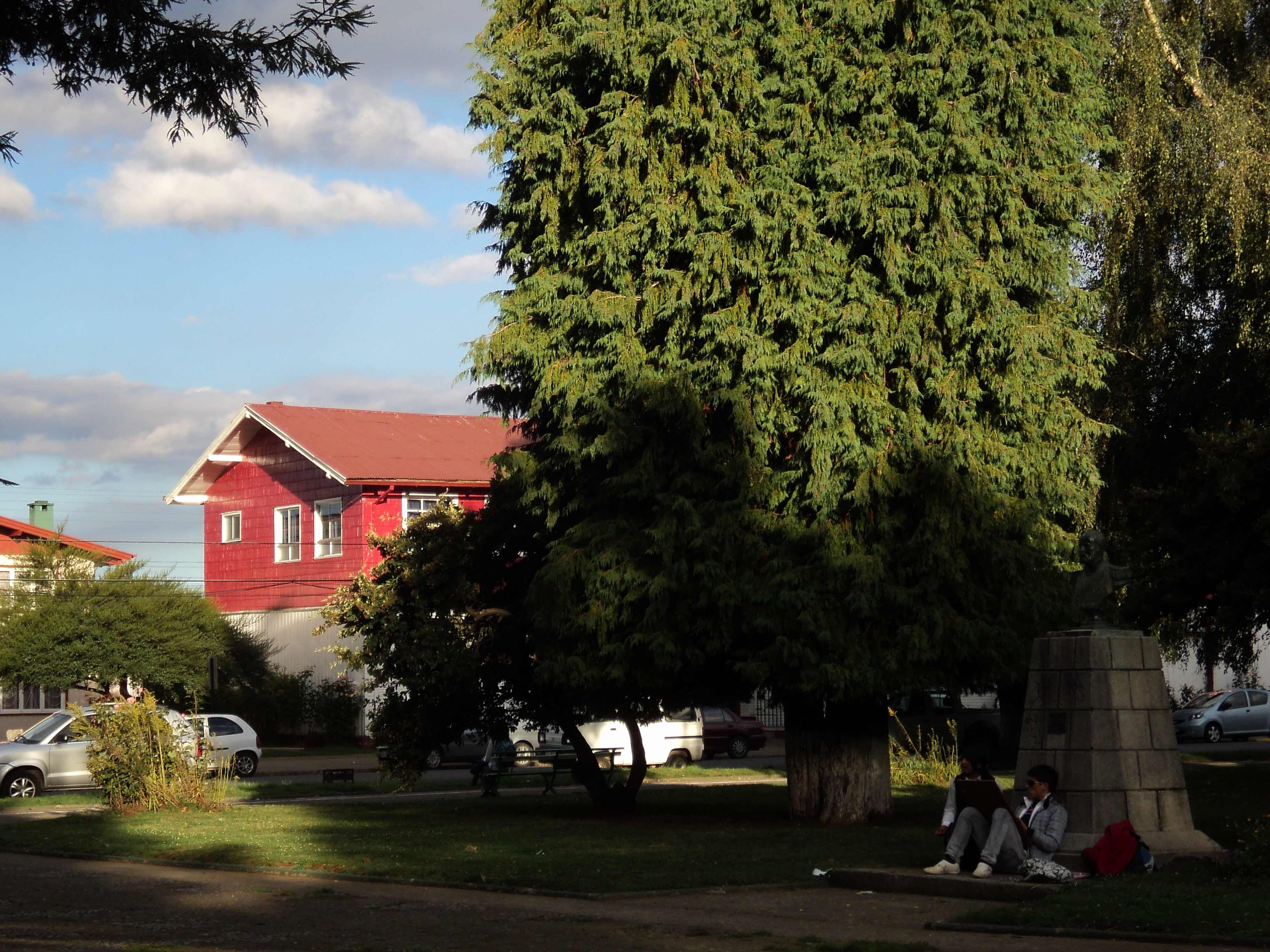
Vista de la Plaza de Armas.

En un comienzo este territorio llamado Purranquíl, estuvo habitado por el pueblo Huilliche, cuyo Cacique Raylef, vendió a los primeros hispanos que transitaron por el sector del Camino Real, construido entre Valdivia y Chiloé.
En 1813, don Camilo Santibáñez compra a Raylef las tierras de lo que sería posteriormente el Fundo Dollinco. Luego pasaría a ser propiedad de Félix Rosas Manrique de Lara y, el 18 de abril de 1911 se funda la Villa Lo Burgos, por don Tomás Burgos Sotomayor, quien había adquirido los terrenos en su matrimonio con Sofía Rosas Durán, hija de don Félix. La Villa crece junto a la estación de ferrocarril al sur de Chile, y la ubicación de esta se realiza para coincidir con el trazado paralelo de la línea férrea y el camino antiguo que une a Osorno y Puerto Montt, a través de Río Negro.
El decreto que reconoció la formación de Villa Lo Burgos fue dictado bajo el gobierno del Presidente Juan Luis Sanfuentes el 16 de mayo de 1915. Al principio se dividió la ciudad en 32 sitios, previa determinación de las áreas que servirían para establecer la plaza, la iglesia y algunos servicios públicos.
Una figura crucial para la formación de la comuna de Purranque fue Emilio Held Winkler, que en lo político administrativo, y presionado a participar en la política local, es elegido regidor por la comuna de Río Negro y desde esa posición, en 1938, logra la creación de la comuna de Purranque que lo elige y reelige varias veces como su alcalde o regidor.
El congreso nacional, considerando el fuerte incremento del tránsito de pasajeros y de mercadería o carga a través de la estación de Purranque, la declara comuna, con sus límites territoriales a través de la ley N.º 6402, el 24 de noviembre de 1941.

### Tragedias locales
Ha habido en la historia de la comuna varias tragedias, de los cuales ciertos acontecimientos importantes fueron los que marcaron un antes y después para Purranque.
- Incendio de 1929: El incendio ocurrió el 19 de enero de 1929. Se cree que el fuego comenzó en una de las viviendas o negocios del centro de la comuna, específicamente a los alrededores de la Plaza de Armas. Arrasó rápidamente la mayoría de los edificios, debido a la gran cantidad de casas de madera. Formó parte la Parroquia de San Sebastián en el incendio, varios negocios importantes del sector y muchas personas fallecidas, de las cuales no se tienen datos exactos de la cantidad. Fue un incendio difícil de combatir, no existía una compañía de bomberos establecida o constituida legalmente, se hizo una junta de personas para apagar las llamas con baldes de agua y otras herramientas básicas. Este lamentable acontecimiento tuvo sus consecuencias, siendo parte la mayoría negativa, por la gran cantidad de gente sin casa y el poco apoyo y limitaciones que habían en la época, pero por otra parte tuvieron consecuencias positivas y constructivas, que provocó que la población empiece a usar materiales más resistentes a los incendios, y se conformó una compañía de bomberos que actualmente es la "Primera Compañía de Bomberos de Purranque".

- Incendio el Hospital de Purranque: Es una de las tragedias más lamentables de la época, fue el primer establecimiento de la salud en la localidad, comenzó su servicio desde el 7 de octubre de 1945. Su comienzo se debió gracias a la llegada del médico Doctor Juan Hepp Dubiau, que contribuyó en el área de la salud de la comuna, que en aquella época era escasa por la región purranquina. Anteriormente existía una gran gama de médicos a apoyar la causa de la salud, siendo parte de la organización de la Cruz Roja, que no solían cumplir con la mayoría de requisitos que actualmente y en ese año estaban establecidos para ser parte de la categoría de la medicina. Por ser una atención poco formal hacia los habitantes de Purranque, que además obtuviera la comuna un puesto de vulnerabilidad por la gran falta de organización médica, ofreciendo la Cruz Roja atención a la población. Por esto el doctor ofreció la idea de construir un hospital en la zona, formando la "Sociedad Hospital Purranque" el 17 de Abril de 1943. El servicio y gran atención por parte de los pacientes, y según excelencia de cirujanos, alcanzó cierto prestigio nacional. No existen fuentes que comprueben la razón del incendio, pero hay registros que indican que fue devastado la fecha de el 31 de mayo de 1995, entregando por mucho tiempo atención médica a Purranque.

## Medio ambiente

### Geomorfología y componentes abióticos

Trazado simplificado de los ecosistemas y cuerpos de agua presentes en la comuna de Purranque.

La comuna de Purranque se encuentra emplazada en las unidades geomorfológicas de Planicie marina o fluviomarina, Llano central con morrenas y conos y Cordillera de la costa; y presenta según la clasificación climática de Köppen clima templado lluvioso (Cfb), clima templado lluvioso con leve sequedad estival (Cfb (s)), clima templado lluvioso con leve sequedad estival e influencia costera (Cfb (s) (i)), clima templado lluvioso e influencia costera (Cfb (i)) y clima templado lluvioso frío con leve sequedad estival (Cfc (s)),  y se caracteriza por una alta pluviosidad en las estaciones de otoño y de invierno, la que al llegar la estación estival produce vegetación exuberante de gran belleza natural. Su temperatura varía mucho por cada época del año, pero anualmente su temperatura promedio es de 11 °C.
| Parámetros climáticos promedio de Purranque                    | Parámetros climáticos promedio de Purranque | Parámetros climáticos promedio de Purranque | Parámetros climáticos promedio de Purranque | Parámetros climáticos promedio de Purranque | Parámetros climáticos promedio de Purranque | Parámetros climáticos promedio de Purranque | Parámetros climáticos promedio de Purranque | Parámetros climáticos promedio de Purranque | Parámetros climáticos promedio de Purranque | Parámetros climáticos promedio de Purranque | Parámetros climáticos promedio de Purranque | Parámetros climáticos promedio de Purranque | Parámetros climáticos promedio de Purranque |
| Mes                                                            | Ene.                                        | Feb.                                        | Mar.                                        | Abr.                                        | May.                                        | Jun.                                        | Jul.                                        | Ago.                                        | Sep.                                        | Oct.                                        | Nov.                                        | Dic.                                        | Anual                                       |
| -------------------------------------------------------------- | ------------------------------------------- | ------------------------------------------- | ------------------------------------------- | ------------------------------------------- | ------------------------------------------- | ------------------------------------------- | ------------------------------------------- | ------------------------------------------- | ------------------------------------------- | ------------------------------------------- | ------------------------------------------- | ------------------------------------------- | ------------------------------------------- |
| Temp. máx. abs. (°C)                                           | 29                                          | 23                                          | 20                                          | 16                                          | 13                                          | 10                                          | 10                                          | 11                                          | 13                                          | 15                                          | 18                                          | 22                                          | 31                                          |
| Temp. máx. media (°C)                                          | 22.7                                        | 22                                          | 20.2                                        | 16.5                                        | 13.1                                        | 10.1                                        | 9.6                                         | 10.8                                        | 12.9                                        | 15.6                                        | 17.9                                        | 20.3                                        | 16.6                                        |
| Temp. media (°C)                                               | 14                                          | 14                                          | 12                                          | 10                                          | 8                                           | 6                                           | 5                                           | 6                                           | 7                                           | 9                                           | 10                                          | 12                                          | 9.4                                         |
| Temp. mín. media (°C)                                          | 12                                          | 11                                          | 9                                           | 7                                           | 6                                           | 5                                           | 4                                           | 5                                           | 5                                           | 8                                           | 9                                           | 12                                          | 7.8                                         |
| Temp. mín. abs. (°C)                                           | 9                                           | 8                                           | 7                                           | 6                                           | 4                                           | 1                                           | -2                                          | 2                                           | 3                                           | 3                                           | 5                                           | 6                                           | -4                                          |
| Precipitación total (mm)                                       | 27                                          | 36                                          | 44                                          | 61                                          | 136                                         | 179                                         | 162                                         | 160                                         | 76                                          | 75                                          | 56                                          | 47                                          | 1059                                        |
| Días de precipitaciones (≥ 1 mm)                               | 9.4                                         | 9                                           | 12                                          | 14.8                                        | 19.1                                        | 21.1                                        | 21.1                                        | 21.4                                        | 17.8                                        | 16.2                                        | 12.1                                        | 12.3                                        | 186.3                                       |
| Humedad relativa (%)                                           | 73                                          | 75                                          | 79                                          | 84                                          | 89                                          | 91                                          | 91                                          | 90                                          | 85                                          | 82                                          | 79                                          | 76                                          | 82.8                                        |
| Fuente: https://www.weather-atlas.com/es/chile/purranque-clima |                                             |                                             |                                             |                                             |                                             |                                             |                                             |                                             |                                             |                                             |                                             |                                             |                                             |

Esta además se halla entre las cuencas hidrográficas de cuencas e islas entre río Bueno y río Puelo y la cuenca del río Bueno. Además, la comuna posee diversos cuerpos de agua, entre los que se destacan el río Blanco, río Burro, río Chachan, río Chifin, río Conico, río de La Plata, río Forrahue, río Guayusca, río Hueyusca, río Lliuco o Manquemapu, río López, río Negro, río Puquitrahue, río Quedal, río San Carlos y río Toro.

### Componentes bióticos

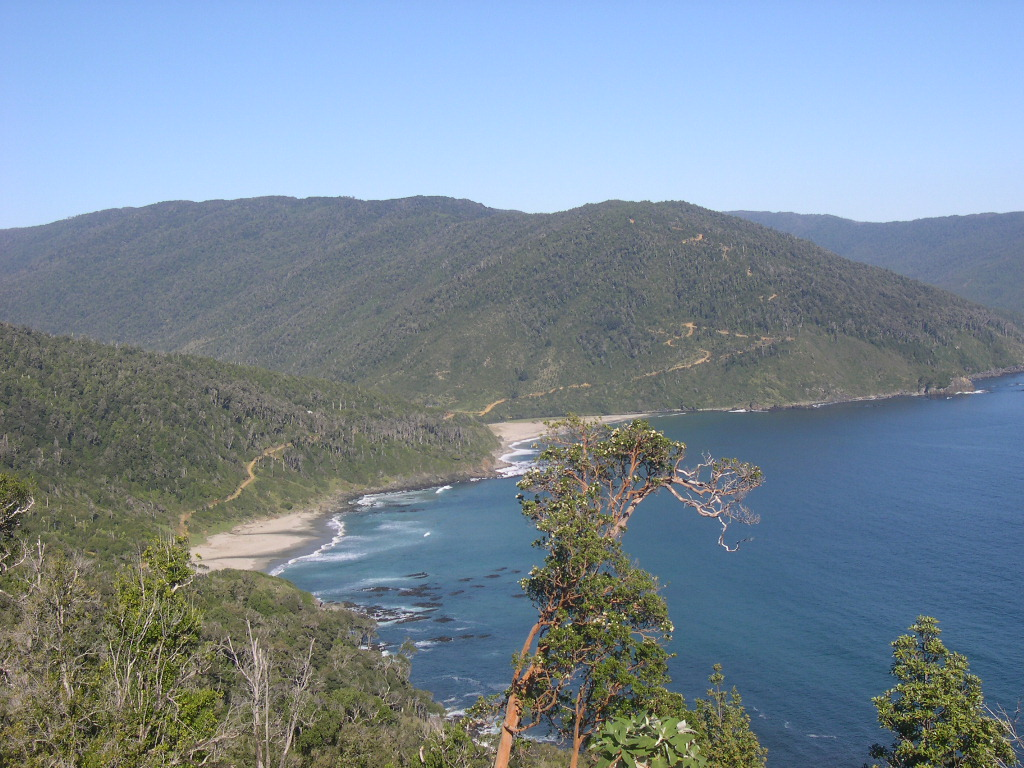
Caletas San Carlos y Panguirruca.

Dentro del territorio de la comuna se pueden hallar los siguientes ecosistemas:
- Bosque caducifolio templado donde predominan Nothofagus obliqua y Laurelia sempervirens (En peligro)
- Bosque laurifolio templado costero donde predominan ‘‘Weinmannia trichosperma’‘ y ‘‘Laureliopsis philippiana’‘ (Preocupación menor)
- Bosque laurifolio templado interior donde predominan Nothofagus dombeyi y Eucryphia cordifolia (Preocupación menor)
- Bosque resinoso templado costero donde predomina Fitzroya cupressoides (Preocupación menor)

### Medidas de protección ambiental y conflictos socioambientales
Hasta 2022, la comuna de Purranque cuenta con las siguientes zonas que poseen algún nivel de protección ambiental:
- Agroturismo Las Bandurrias (Iniciativa de Conservación Privada)[11]
- Cordillera de la costa (Sitios Ley 19.300)[12]
- El Caulle (Iniciativa de Conservación Privada)[13]
- Hijuela 7 (San Carlos, Ulises Nempu) (Iniciativa de Conservación Privada)[14]
- Hijuela n.º 1 Manquemapu San Antonio (Iniciativa de Conservación Privada)[15]
- Hijuela n.º 23 (Iniciativa de Conservación Privada)[16]
- La Vega (Iniciativa de Conservación Privada)[17]
- Los Esteros (Iniciativa de Conservación Privada)[18]
- Mahuy (Iniciativa de Conservación Privada)[19]
- Parcela Don Osvaldo (Iniciativa de Conservación Privada)[20]
- Parcela El Silencio (Iniciativa de Conservación Privada)[21]
- Parcela Lourdes (Iniciativa de Conservación Privada)[22]
- Parcela nº19 El Mañio (Iniciativa de Conservación Privada)[23]

## Demografía

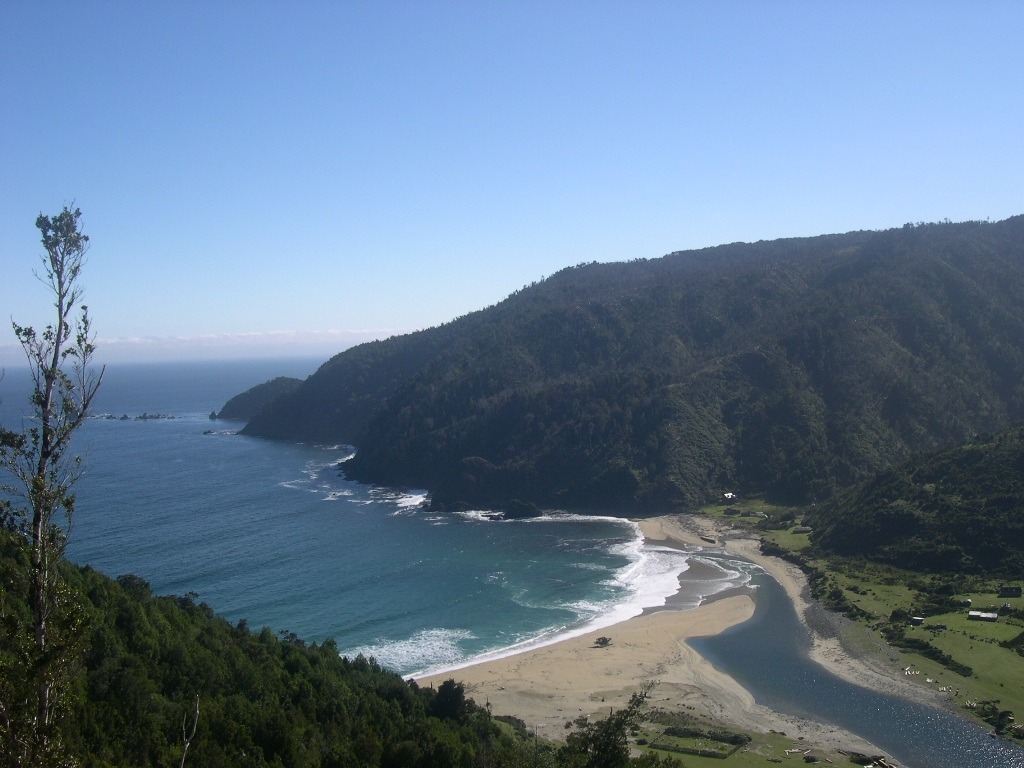
Caleta Manquemapu.

La comuna tiene 1459 km², en los que vivían según se desprende de los datos del censo de 2024, 20 998 habitantes, de los cuales el 50,35% son mujeres y el 49,65% son hombres. El 36% de la población es rural y el 64% urbana.
El gentilicio de las personas pertenecientes a esta localidad es Purranquino/ Purranquina

### Localidades y sectores
- Corte Alto
- Concordia
- La Naranja
- Colonia Zagal
- Hueyusca
- Bahía San Pedro
- Manquemapu
- Crucero
- Los Ángeles
- Oromo
- Coñico
- Colonia Ponce
- San Carlos

## Administración

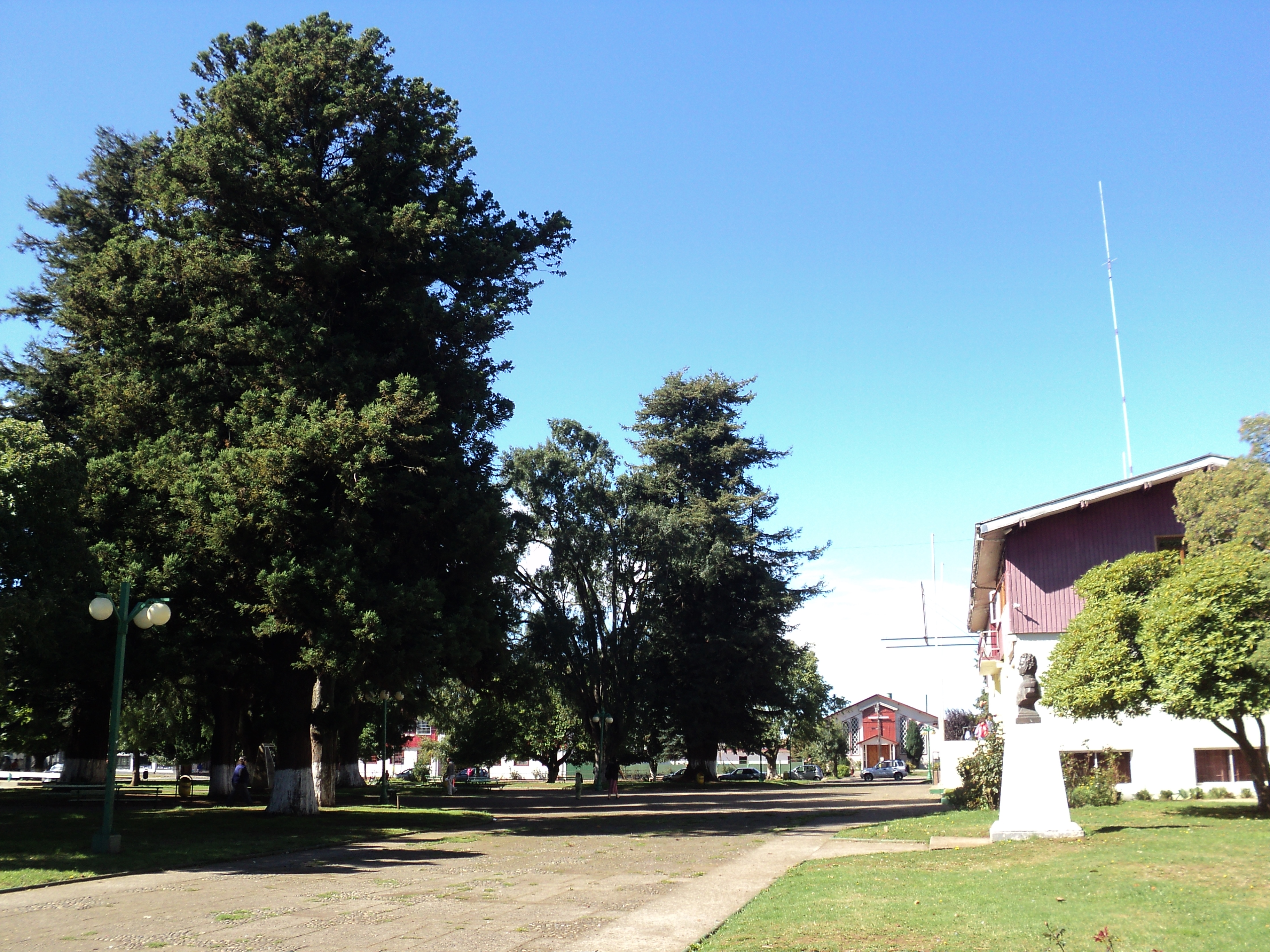
Edificio de la Municipalidad de Purranque.

### Municipalidad
La Municipalidad de Purranque para el periodo 2024-2028 es dirigida por la alcaldesa Alicia Villar Vargas (REP) y el concejo municipal conformado por los concejales:
- Bastián Loaiza Vega (REP)
- Eduardo Winkler Hechenleitner (Ind./RN)
- Ariel Nahuelpán Vera (PS)
- Gustavo Barría Montiel (Ind./UDI)
- Gabriel Jeremías Cañete Ríos (DC)
- Paulo Paillahueque Díaz (REP)

### Representación parlamentaria
Purranque forma parte de la Circunscripción Senatorial XIII y del Distrito Electoral 25. Es representada en la Cámara de Diputados del Congreso Nacional por los siguientes diputados:
- Daniel Lilayu Vivanco (UDI)
- Emilia Nuyado Ancapichún (PS)
- Héctor Alejandro Barría Angulo (PDC)
- Harry Jürgensen Rundshagen (IND - Partido Republicano de Chile)

En el Senado, la representan:
- Iván Moreira Barros (UDI)
- Carlos Ignacio Kuschel Silva (RN)
- Fidel Espinoza Sandoval (PS)

## Economía

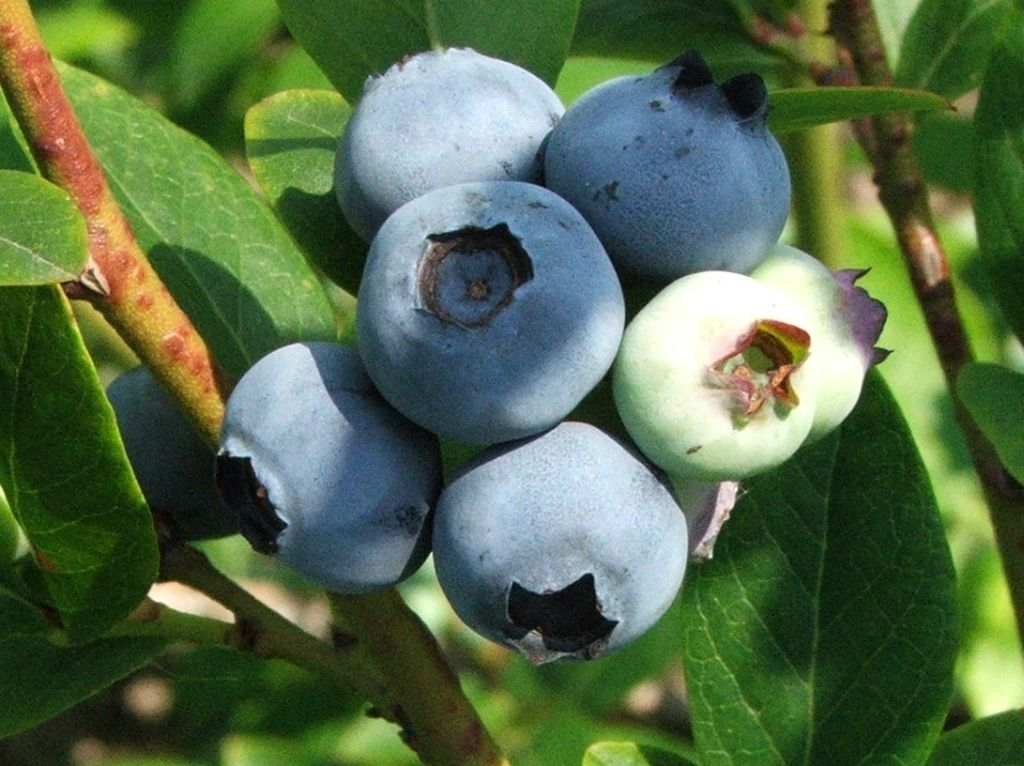
Arándano Azul (Vaccinium corymbosum).

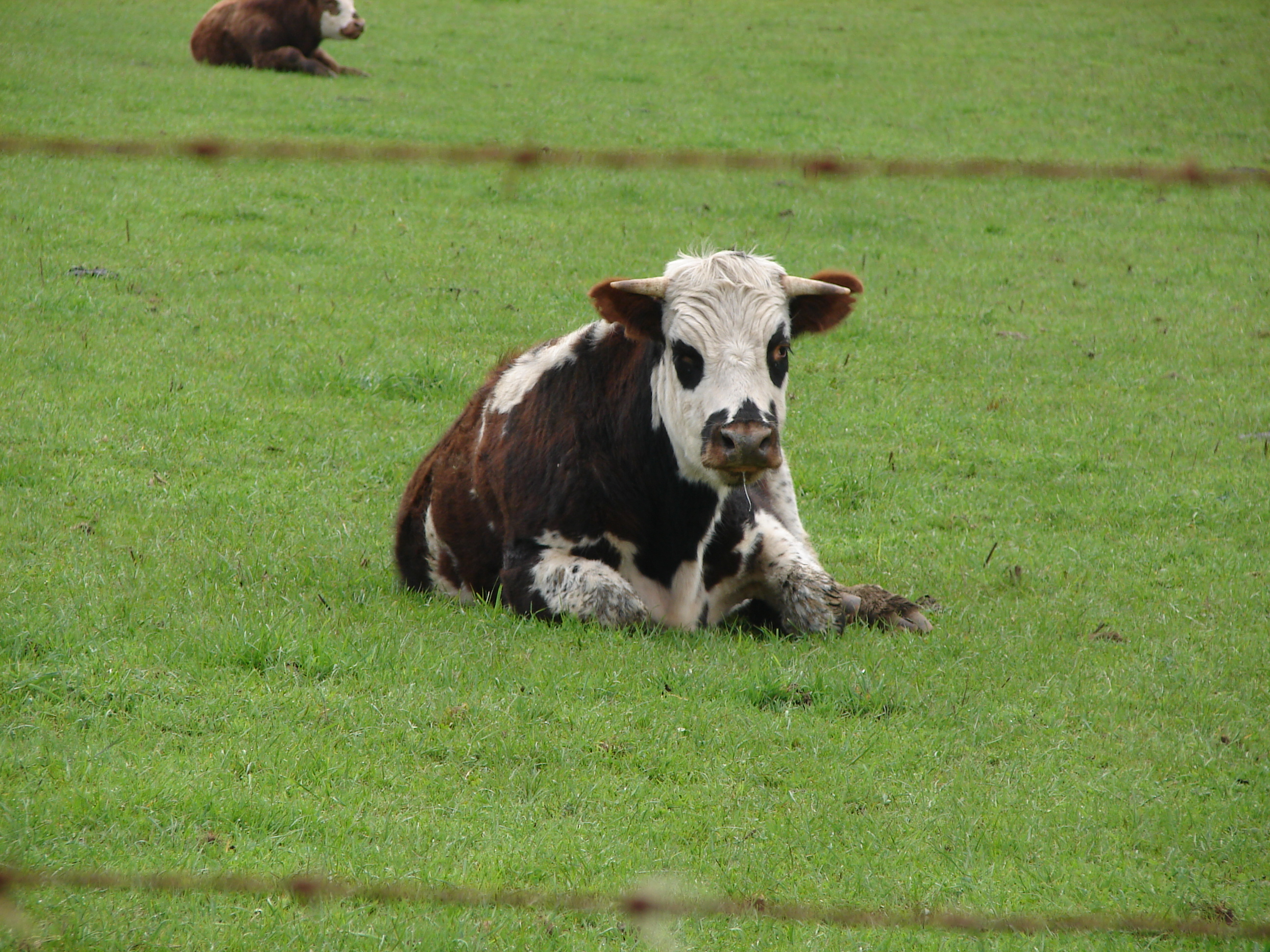
Ganado en las praderas de Purranque.

En 2018, la cantidad de empresas registradas en Purranque fue de 318. El Índice de Complejidad Económica (ECI) en el mismo año fue de -0,49, mientras que las actividades económicas con mayor índice de Ventaja Comparativa Revelada (RCA) fueron Cultivo de Raps (753,63), Cría de Ganado Bovino para Producción Lechera (148,68) y Elaboración de Leche, Mantequilla, Productos Lácteos y Derivados (131,07).
Su actividad productiva es principalmente agrícola y ganadera. En los últimos años han surgido pequeñas y medianas empresas que elaboran productos lácteos como queso, mantequilla, leche deshidratada, y suero de leche; además, es productora de bebidas, sidra y cervez. De gran importancia para la zona es la industria molinera (harina y derivados). La zona es potencial productora de bayas como las variedades de frambuesa y arándano azul.
Purranque cuenta con servicios básicos tales como colegios, bancos, supermercados, consultorios médicos, escuelas de lenguaje, un terminal de buses, jardines infantiles, iglesias cristianas, un teatro, restaurantes, estadios municipales y hospitales.
La ciudad cuenta con dos frecuencias de radio FM con programación exclusivamente local y dos canal de TV de la red canales regionales de TV cable, también circula una revista semestral.

### Turismo
En esta comuna han prosperado desde fines del siglo veinte las actividades relacionadas con el turismo rural o agroturismo en algunas parcelas y fundos del entorno. El sector de la Cordillera de la Costa ofrece posibilidades para el turismo excursión o backpacking en los bosques de la zona. Se puede llegar con vehículo de tracción desde Hueyusca, hasta Bahía San Pedro, las caletas de Manquemapu y San Carlos-Panguirruca.
Manquemapu forma parte de las comunidades del Área marina y costera Lafken Mapu Lahual (Mar y Tierra de Alerces), ubicada en la Cordillera de la Costa de la Provincia de Osorno. Esta red de parques indígenas comprende un área del borde marítimo y costero y que tiene un sendero troncal de unos 52 km de largo, usado por el humano desde épocas remotas, del cual nacen otros senderos más pequeños hacia diferentes lugares de la cordillera. Los principales accesos a esta red de parque Lafken Mapu Lahual, son por el norte la Ruta U-40 que va desde Osorno a la localidad de Maicolpué, y el camino que une Purranque con Bahía San Pedro y Manquemapu por el sur.

## Servicios públicos

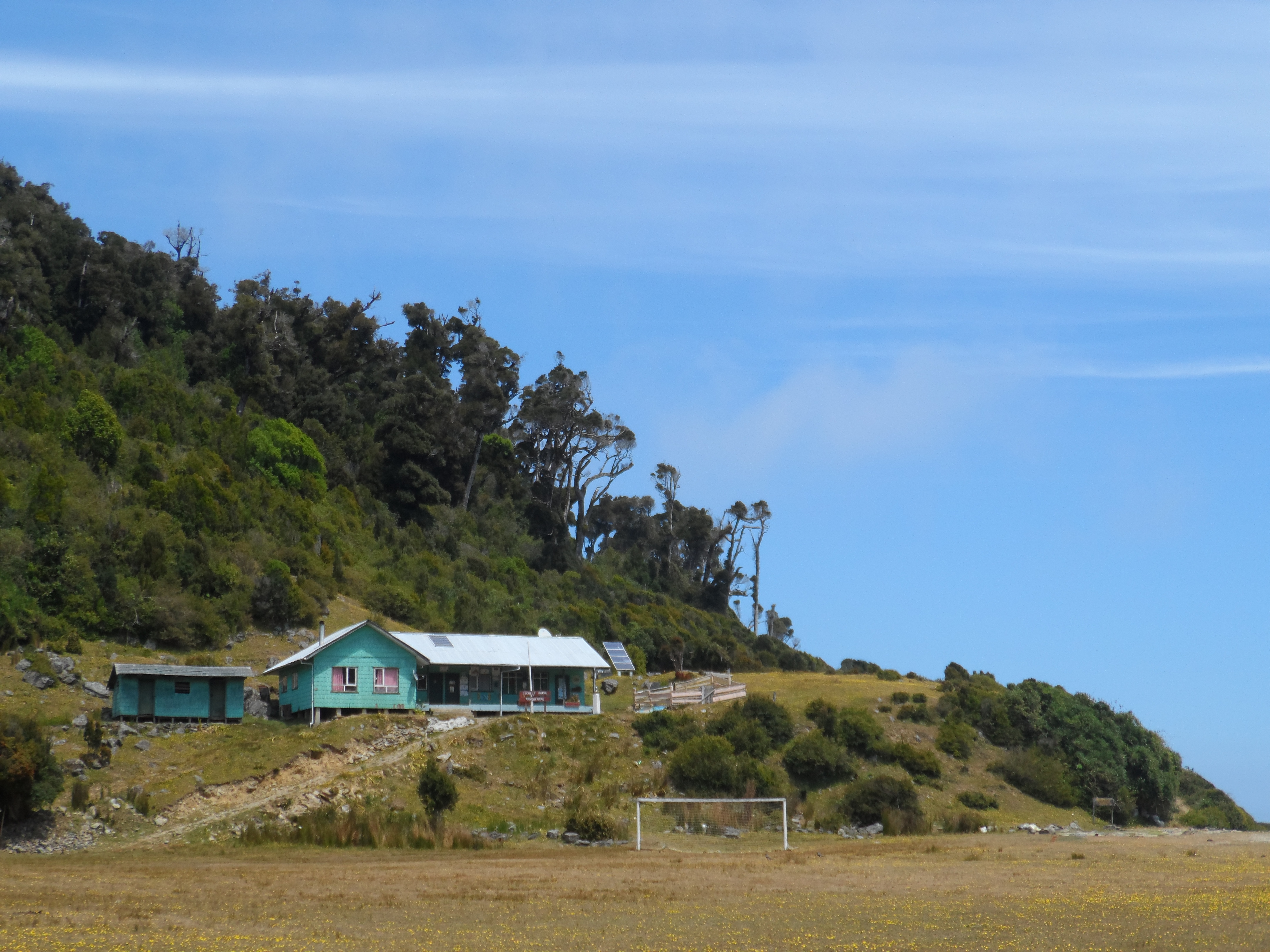
Escuela Rural de Manquemapu.

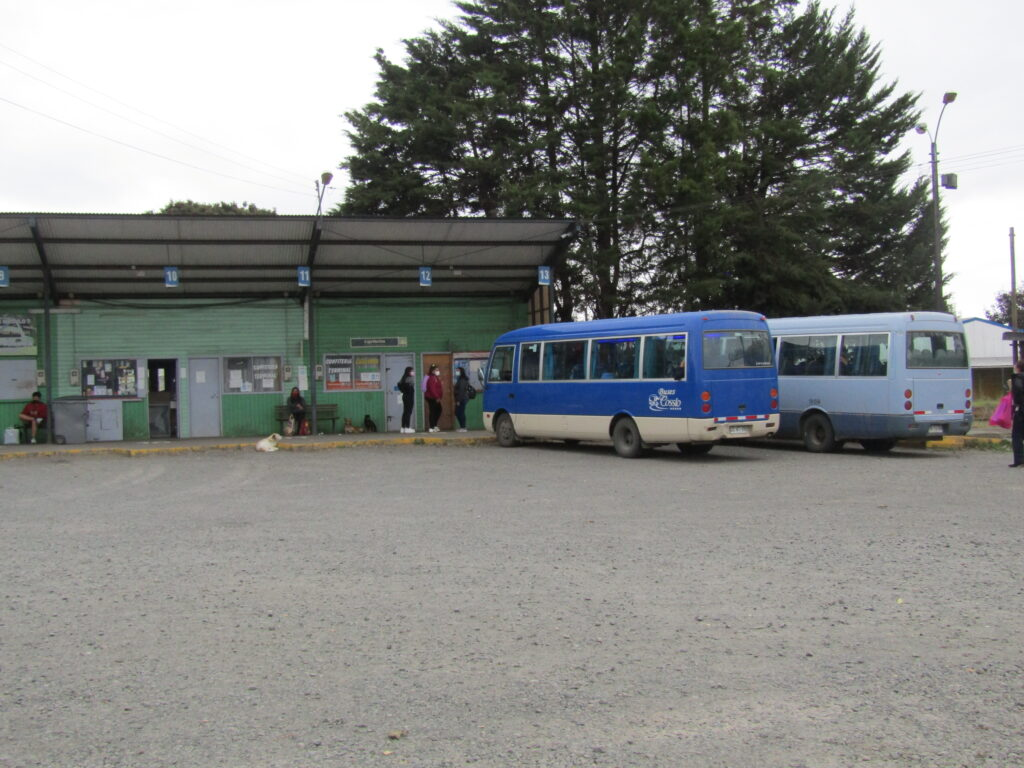
Principal Terminal de Buses de Purranque

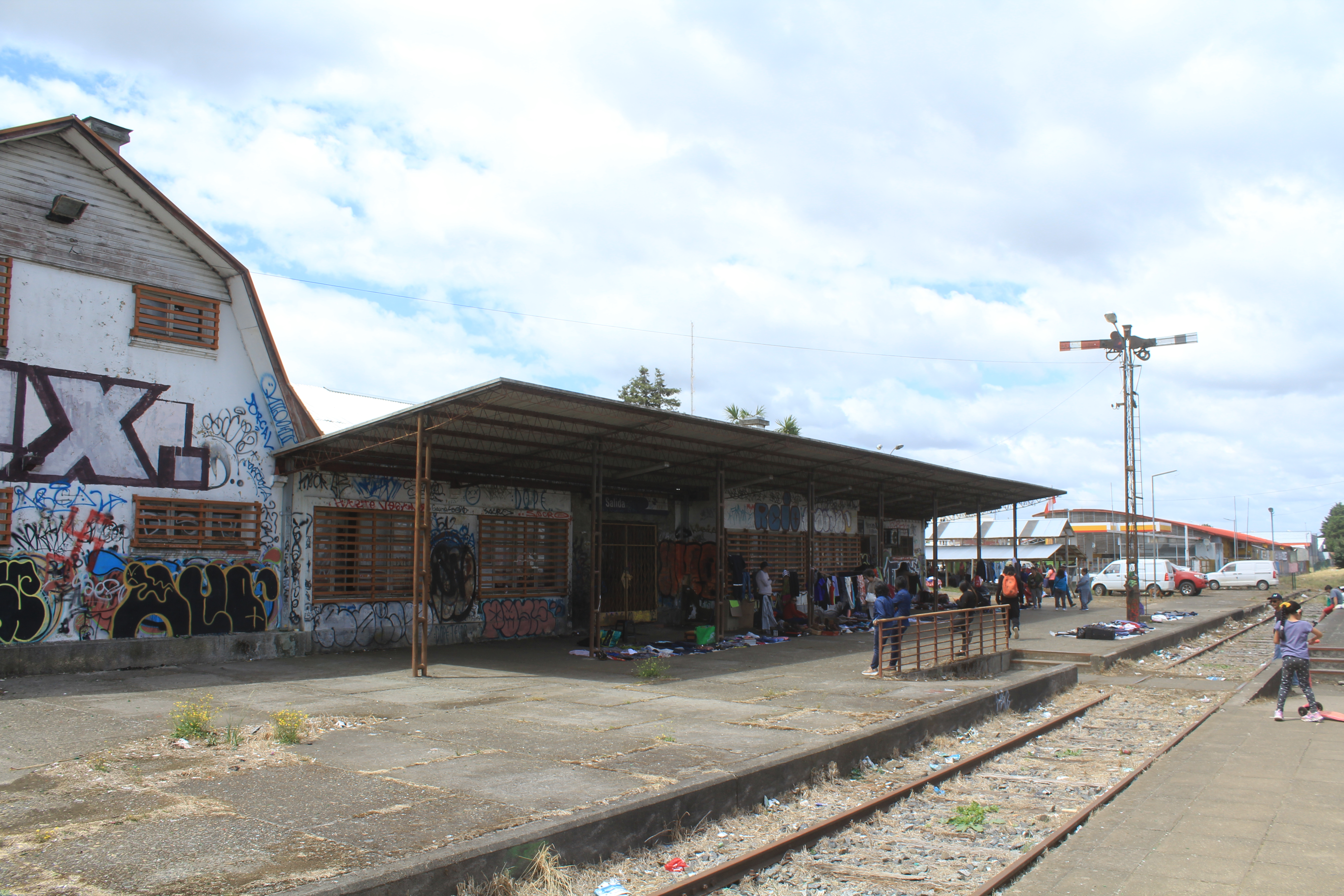
Estación Ferroviaria Purranque

### Educación
Entre los centros de educación de la comuna, se destacan:
- Colegio Preciosa Sangre de Purranque
- Dharma College Purranque
- Colegio Inglés Purranque
- Colegio Crecer 2 Purranque
- Instituto Alemán Purranque
- Escuela Villa Lo Burgos
- Liceo Tomas Burgos
- Colegio Génesis Purranque

### Transporte

#### Autobuses
Cuenta con una Terminal de Buses, ubicada en la calle Eleuterio Ramírez 5380205. Los principales destinos suelen variar entre Puerto Montt y Osorno, y sus principales trayectos son intercomunales, interregionales e interprovinciales. Dentro de Purranque se encuentran paradas de buses distribuidas por la localidad, entre las más usadas se encuentran ubicadas en:
- Ruta 5 Sur, Purranque Norte, Dirección Sur #71986209
- Ruta 5 Sur, Purranque Norte, Dirección Norte #4592804123
- Calle Río Pilmaiquén con calle Río Petrohué #54307295
- Calle Pedro Montt con calle Aníbal Pinto

#### Ferroviario
Estación Ferroviaria Purranque: Actualmente en servicio de transporte de productos, no cuenta con servicio de transporte de personas.
Estación Ferroviaria Corte Alto: Actualmente en servicio de transporte de productos, no cuenta con servicio de transporte de personas.

### Bibliotecas
Se encuentra una biblioteca municipal denominada como "Biblioteca Pública de Purranque"

## Cultura

### Fiesta religiosa
Desde el año 1935, la comunidad celebra la fiesta religiosa de San Sebastián mártir, venerado por los primeros hispanos llegados a la zona a mediados del siglo XVI en Osorno antes que en Yumbel. La fiesta del Santo Patrón de la ciudad se celebra el 20 de enero y a ella concurren unos 22 220 fieles a pagar deudas espirituales al santuario emplazado en el recinto parroquial.

### Mitología local
Dice la tradición que en el cementerio de la ciudad, que está ubicado en el costado sur poniente, habitaría un tipo de criatura conocida como el Culebrón del cementerio de Purranque, el cual es descrito como un tipo de extraño y terrible criatura con cuerpo de serpiente y cabeza similar a la de un caballo, pero con mandíbulas que tendrían una poderosa dentadura de un carnívoro y una lengua que se asemeja a la de un dragón.
La misma tradición local señala que esta criatura tomó como su hogar a este cementerio, y se alimentaría con los cuerpos de los muertos sepultados en el este recinto; pero que en más de una oportunidad ha dado cuenta de un ser vivo que transite en la noche o madrugada por este cementerio. Por ello se dice que el culebrón del cementerio de Purranque constituiría un gran peligro para todo ser viviente que tiene la audacia de transitar por este recinto en horas de la noche. Esta creencia está tan arraigada entre los habitantes locales de la ciudad, que de hecho es inusual que alguien circule por este recinto o sus alrededores durante la noche.

### Lugares de interés cultural
Entre muchos de los lugares de interés cultural, se suelen destacar dos sitios:
- Sala de Exposiciones Purranque.

- Teatro Municipal.

En la Sala de Exposiciones Purranque ocurren varios de los eventos más importantes para la cultura purranquina, entre los que se incluye venta y demostración de productos agrícolas, pinturas y artesanías típicas de la región. En el Teatro Municipal se realizan actividades y eventos de importancia a nivel comunal, como la reproducción de películas o presentaciones para el aniversario de Purranque.

## Deportes

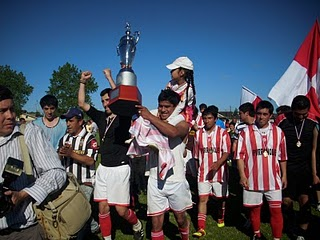
Selección de Purranque campeón regional adulto 2010.

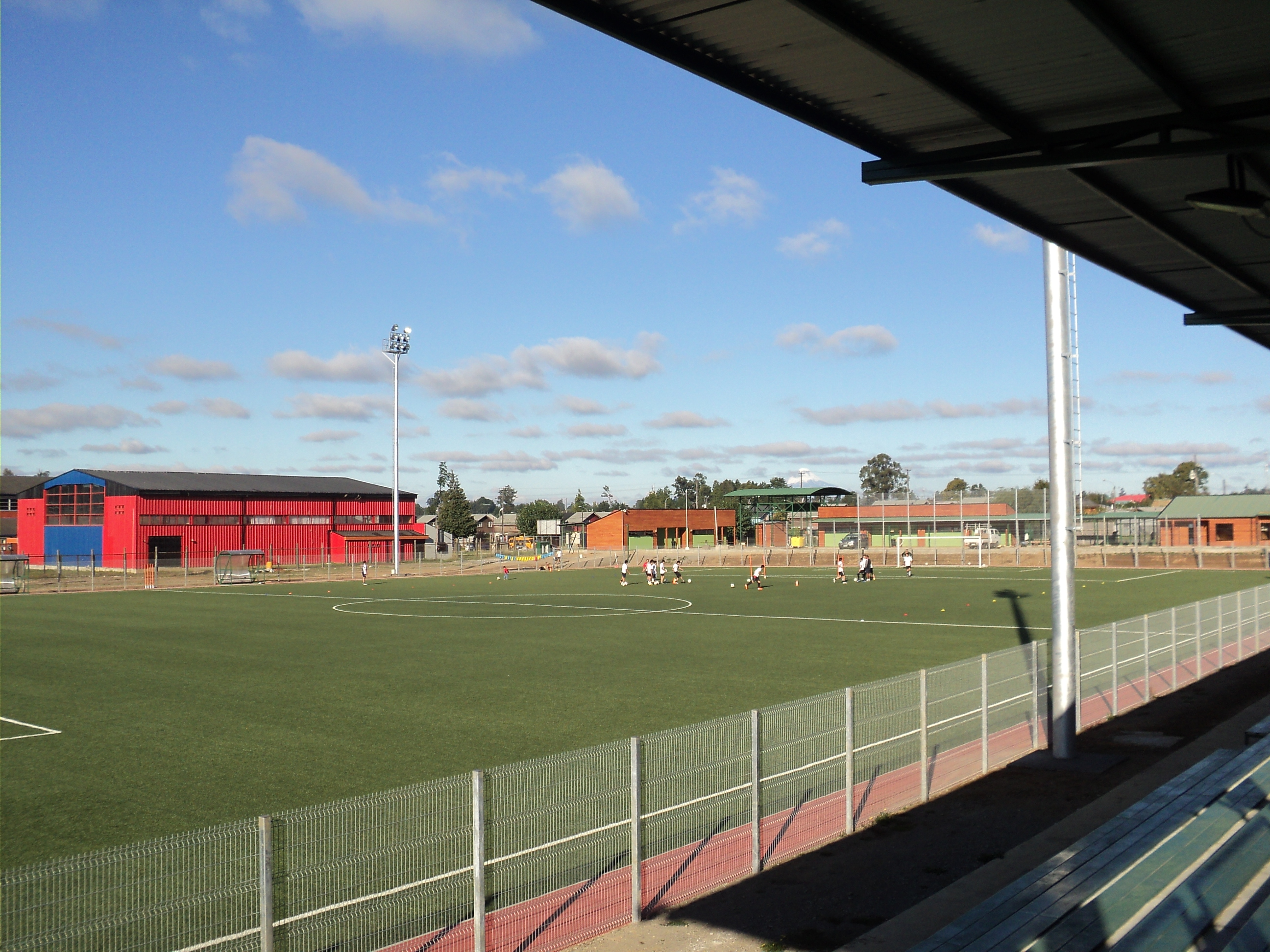
Estadio Centenario de Purranque.

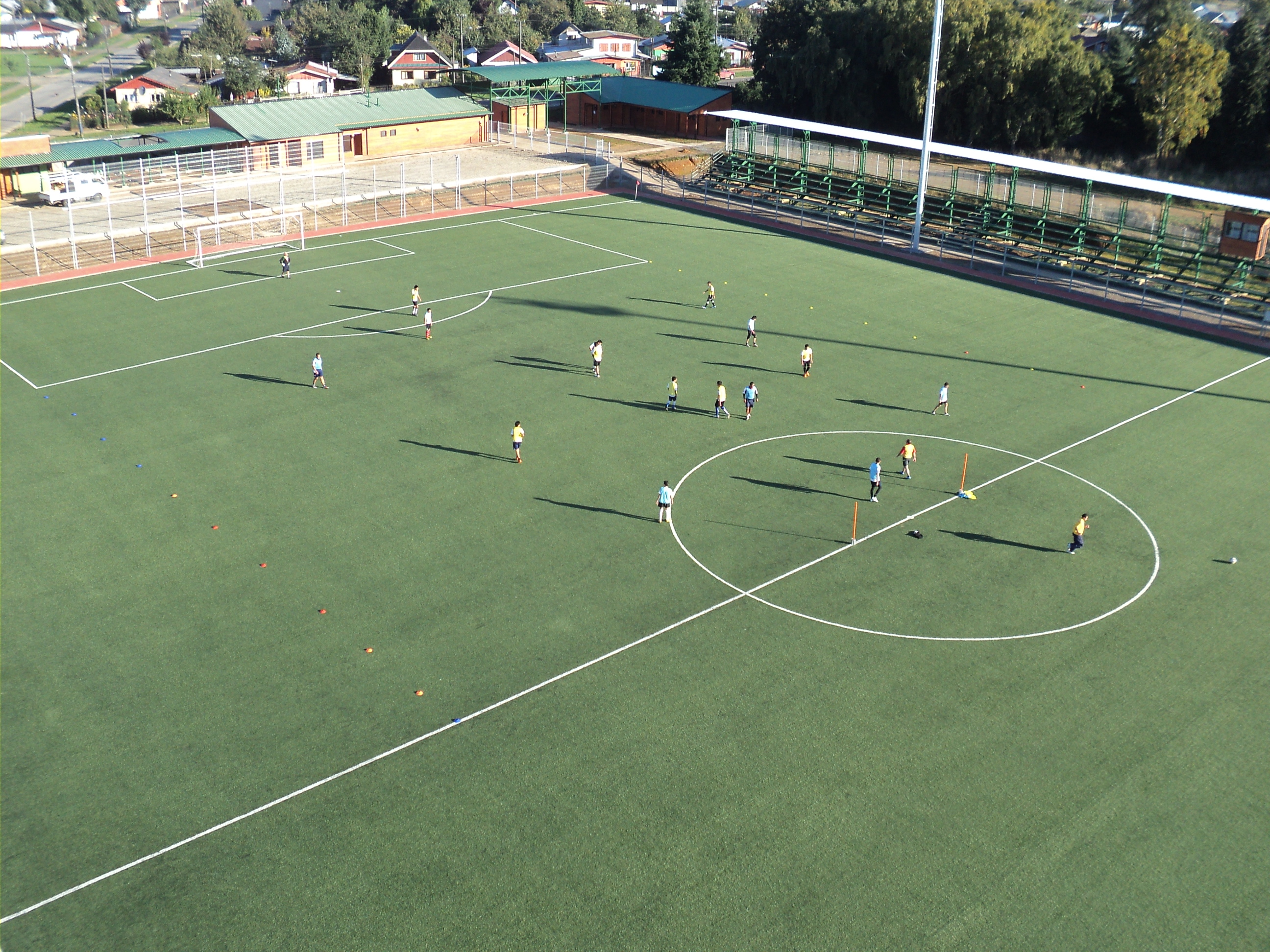
Vista aérea del Estadio Centenario de Purranque.

El deporte de Purranque ha tenido importantes hitos y destacados deportistas. Desde las competencias escolares, hasta campeonatos federados, se han logrado títulos a destacar en diferentes disciplinas.
El año 2010, la selección de fútbol amateur de Purranque fue campeón de la Región de Los Lagos y en febrero de 2011 disputó el Nacional de Selecciones. A nivel de clubes, Purranque ostenta el título de campeón regional serie adulto, obtenido el año 2010 por el Club José Miguel Carrera, que luego conseguiría un meritorio vicecampeonato en el torneo Nacional de Clubes Zona Sur disputado en Coyhaique en enero de 2011.
Durante el 2010, se conformó el Club Deportivo Purranque es el equipo de la comuna de Purranque que disputó la temporada 2011 de la Tercera División B de Chile, siendo el único en la historia de Purranque en competir a este campeonato nacional. El año 2012, durante la clasificación a los Juegos Binacionales de la Araucanía, la selección escolar de Purranque, con una base de jugadores provenientes en su mayoría, del Liceo Tomás Burgos, se consagró campeón y representó a la región de los Lagos en la competencia internacional.
En el 2017, el Club Quesos Kümey, de la asociación de fútbol de Purranque obtiene nuevamente el título de campeón regional serie adulto, al vencer en la final a Seminario de Ancud. Luego, en el año 2018, obtiene el título de campeón, venciendo por 3-1 al Club Deportivo Roberto Mateos de Chillán en el Campeonato Interregional zona sur disputado en Coyhaique. Ese mismo año, logra el vicecampeonato nacional de clubes tras caer en la final frente al Club Deportivo Los Nogales de Estación Central. El 2018, como consecuencia del aumento de la práctica de basquetbol en la ciudad y en línea con las políticas deportivas comunales, se crea el club escuela de Basquetbol Purranque, también conocido como CEB Purranque o "Los Pumas", quienes ingresan al año siguiente a competir a la 2.º división de la Liga Saesa.
La ciudad cuenta con dos estadios para fomentar la práctica de fútbol. Uno de ellos es el Estadio Municipal que ha servido desde su creación a los diversos clubes que han existido en la ciudad. Allí se han desarrollado campeonatos a nivel provincial y regional. El Estadio Centenario de Purranque el cual fue inaugurado por el deportista Cora Suárez, es un recinto con graderías techadas para los espectadores, pasto sintético, camarines, estacionamiento para vehículos y luminarias. Además cuenta con el gimnasio fiscal "Mario Torres", en reconocimiento a un destacado baloncestista local y campeón nacional de basquetbol laboral en 1983.

### Clubes deportivos de fútbol
- Club Deportivo Purranque (inactivo).
- Club Deportivo José Miguel Carrera de Purranque.
- Club Deportivo Santiago Morning de Purranque.
- Club Deportivo Lino de Purranque.
- Club Deportivo Estrella del Sur de Purranque.
- Escuela de fútbol Torito Millape.
- Escuela de fútbol Los Leones de Purranque.
- Club Deportivo Quesos Kümey de Purranque.
- Club Deportivo Deportes Purranque.
- Club Deportivo Deportes Corte Alto.
- Club Deportivo Wanderers de Crucero.

### Clubes deportivos de Basketball
- Club Escuela de Basquetbol Purranque "Los Pumas".

### Otros clubes y organizaciones deportivas
- Agrupación Purranque Runners.
- Escuela de fútbol Quesos Kümey
- Escuela de fútbol Huachipato, filial Purranque
- Asociación de fútbol de Purranque.
- Liga de los Barrios de Purranque.
- Liga Rural de Purranque.
- Liga Rural de Corte Alto.

## Medios de comunicación

### Radioemisoras
FM
- 92.7 MHz - Radio Viva
- 99.9 MHz - Radio La Palabra
- 104.1 MHz - Radio Purranque

### Televisión
- Canal 21 - Purranque Televisión